# Diestrammena iriomotensis
Diestrammena iriomotensis är en insektsart som beskrevs av Andrej Vasiljevitj Gorochov 2002. Diestrammena iriomotensis ingår i släktet Diestrammena och familjen grottvårtbitare. Inga underarter finns listade i Catalogue of Life.